# Paiutes

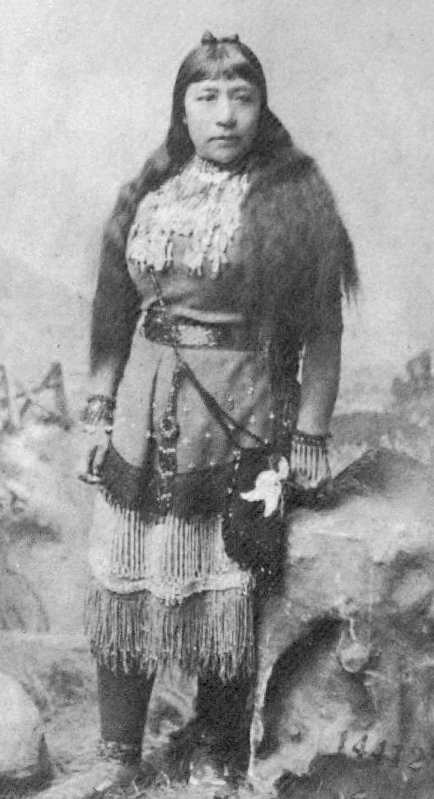
Sarah Winnemucca
Escritora e conferencista "Paiute"

Os paiutes (também grafado como piutes) são dois grupos de nativos norte-americanos. Os Northern Paiute (Paiutes do Norte) da Califórnia, Nevada e Oregon e os Southern Paiute (Paiutes do Sul) do Arizona, sul da Califórnia e Nevada, e Utah. Os dois grupos falavam línguas pertencentes ao ramo númico da família de línguas uto-astecas.